# Tivoli Frihedens Sky Tower
 Der er flere lokaliteter med dette navn, se Sky Tower.
Tivoli Frihedens Sky Tower er et udspringstårn i forlystelsesparken Tivoli Friheden i Aarhus. Den 40 m høje forlystelse giver adgang til udsigt over parken og et frit fald for tivoligæsten på 35 m med en fart på 100 km/t ned i et opspændt sikkerhedsnet. Tårnet blev opført i Friheden i 2001 og stammer oprindeligt fra Tyskland.
I 2014 kårede en lille gruppe amerikanske rutsjebane-entusiaster, Tivoli Frihedens Sky Tower som "verdens vildeste oplevelse" i forlystelsessamhænge.